# Fra Bartolomeo
Fra Bartolomeo, italijanski slikar, 28. marec 1472, Toskana, † 6. oktober 1517.
Fra Bartolommeo je bil italijanski renesančni slikar. Slikati je začel leta 1483. Učil se je pri različnih starejših slikarjih. Potoval je po Italiji in v različnih krajih slikal. Taki kraji so Rim, Benetke, Firence... Slikal je predvsem verske prizore.